# Grosser Preis des Kantons Aargau 1989
Il Grosser Preis des Kantons Aargau 1989, ventiseiesima edizione della corsa, si svolse il 7 maggio su un percorso di 197,4 km, con partenza e arrivo a Gippingen. Fu vinto dall'italiano Paolo Rosola della Gewiss-Bianchi davanti agli svizzeri Urs Freuler e Stephan Joho.

## Ordine d'arrivo (Top 10)
| Pos. | Corridore      | Squadra             | Tempo    |
| ---- | -------------- | ------------------- | -------- |
| 1    | Paolo Rosola   | Gewiss-Bianchi      | 4h26'30" |
| 2    | Urs Freuler    | Panasonic-Isostar   |          |
| 3    | Stephan Joho   | Ariostea            |          |
| 4    | Werner Wüller  | Stuttgart           |          |
| 5    | Peter Roes     | Lotto               |          |
| 6    | Henri Manders  | Helvetia-La Suisse  |          |
| 7    | Rolf Sörensen  | Ariostea            |          |
| 8    | Hans Haltiner  |                     |          |
| 9    | Michel Dernies | Domex-Weinmann      |          |
| 10   | Rudy Dhaenens  | PDM-Ultima-Concorde |          |